# Letiště Bóst
Letiště Bóst (paštunsky: د بوست هوايي ډګر; IATA: BST, ICAO: OABT) je letiště obsluhující Laškargáh, město v provincii Hilmand v Afghánistánu. Nachází se na východním břehu řeky Hilmand, 8 km severně od jejího soutoku s řekou Arghandáb. Je také 121 km západně od Kandaháru.

## Dějiny
Letiště bylo založeno v roce 1957 za pomoci Spojených států amerických.
V roce 2008 byl zahájen velký projekt rekonstrukce současného letiště a vytvoření průmyslového a zemědělského parku. Celkový rozpočet tohoto projektu byl 52 milionů USD darovaných USAID.[zdroj?]
Nová dráha a terminál byly slavnostně otevřeny delegací vysoce postavených vládních úředníků a velvyslanců USA a Spojeného království 4. června 2009. Nová asfaltová dráha je 2 300 m dlouhá a 43 m široká, což z ní činí třetí nejdelší dráhu v Afghánistánu.[zdroj?]

## Letecké společnosti a destinace
| Letecké společnosti | Destinace |
| ------------------- | --------- |
| Kam Air             | Kábul     |

## Vybavení
Letiště se nachází v nadmořské výšce 774 m n. m. Má jednu přistávací dráhu, označenou 01/19, s asfaltovým povrchem o rozměrech 2 301 m × 30 m. Dráha byla dříve štěrková o rozměrech 1 900 m × 46 m.